# أبو الغازي بهادر
أبو الغازي بهادر أمير من أمراء خانية خيوة حكم من 1643 إلى 1663. أمضى عشر سنوات في بلاد فارس قبل أن يصبح خانا وكان من أهل العلم وصنف كتبا في اللغة الجغتائية. ولد في كهنه كركانج لأبيه عرب محمد خان. ترك البلاط الصفوي في أصفهان بعد صراع على السلطة بينه وبين إخوته. درس التاريخ والعربية من 1629 حتى 1639. ثم حكم في 1643 وقيل 1644 وقيل 1645 لعشرين حولا. وتوفي في خيوة عام 1663. له كتابان شهيران، شجرة التراكمة وفرغ منه عام 1661 وكتاب شجرة الترك وأتمه عام 1665.